# Lucius Furius Medullinus (Konsulartribun 381 v. Chr.)
Lucius Furius Medullinus war gemäß der antiken Überlieferung römischer Konsulartribun in den Jahren 381 und 370 v. Chr. sowie 363 v. Chr. Zensor zusammen mit Marcus Fabius Ambustus.
Lucius Furius Medullinus wird in der Überlieferung zum Jahr 381 v. Chr. von Titus Livius und Diodor ohne Cognomen erwähnt. Die von Livius überlieferte Geschichte über das Verhältnis des Furius Medullinus zu seinem älteren Gentilgenossen Marcus Furius Camillus ist frei erfunden.
Obwohl die Iteration fehlt, ist davon auszugehen, dass Furius Medullinus im Jahre 370 v. Chr. ein zweites Mal das Amt des Konsulartribuns bekleidete.
Überliefert ist der Name vollständig in den Fasti Capitolini für das Jahr 363 v. Chr., als Furius Medullinus das Amt des Zensors bekleidete.